# Campionati del mondo di mountain bike 2000
I Campionati del mondo di mountain bike 2000 (en.: 2000 UCI Mountain Bike World Championships), undicesima edizione della competizione, furono disputati nel comprensorio sciistico della Sierra Nevada, in Spagna, tra il 3 e l'11 giugno.

## Eventi
Si gareggiò nelle tre discipline della mountain bike, cross country, downhill e dual slalom.

### Cross country
Mercoledì 7 giugno
- 13:00-15:30 Team Relay

Venerdì 9 giugno
- 09:30-11:00 Donne Junior
- 11:30-13:30 Uomini Junior
- 14:00-16:15 Uomini Under-23

Domenica 11 giugno
- 10:00-12:00 Donne Elite
- 13:30-16:30 Uomini Elite

### Downhill
Sabato 10 giugno
- 10:30-16:00 Donne Junior
- 10:30-16:00 Uomini Junior
- 10:30-16:00 Donne Elite
- 10:30-16:00 Uomini Elite

### Dual slalom
Sabato 10 giugno
- 18:00 Dual Slalom Uomini
- 19:00 Dual Slalom Donne

## Medagliere
| Pos.   | Nazione       | Oro | Argento | Bronzo | Totale |
| ------ | ------------- | --- | ------- | ------ | ------ |
| 1      | Francia       | 4   | 0       | 4      | 8      |
| 2      | Stati Uniti   | 3   | 2       | 1      | 6      |
| 3      | Spagna        | 3   | 2       | 0      | 5      |
| 4      | Svizzera      | 1   | 1       | 1      | 3      |
| 5      | Australia     | 1   | 1       | 0      | 2      |
| 6      | Regno Unito   | 0   | 2       | 2      | 4      |
| 7      | Canada        | 0   | 2       | 0      | 2      |
| 8      | Polonia       | 0   | 1       | 0      | 1      |
| 8      | Finlandia     | 0   | 1       | 0      | 1      |
| 10     | Italia        | 0   | 0       | 2      | 2      |
| 11     | Paesi Bassi   | 0   | 0       | 1      | 1      |
| 11     | Nuova Zelanda | 0   | 0       | 1      | 1      |
| Totale | Totale        | 12  | 12      | 12     | 36     |

## Sommario degli eventi
| Eventi                       | Oro                            | Tempo    | Argento                      | Tempo   | Bronzo                       | Tempo   |
| Cross country                |                                |          |                              |         |                              |         |
| Uomini Elite dettagli        | Miguel Martinez Francia        | 2h17'38" | Roland Green Canada          | a 2'52" | Bart Brentjens Paesi Bassi   | a 4'51" |
| Uomini Under-23 dettagli     | José Antonio Hermida Spagna    | 2h08'34" | Marti Gispert Labarta Spagna | a 3'42" | Kashi Leuchs Nuova Zelanda   | a 4'15" |
| Uomini Junior dettagli       | Walker Ferguson Stati Uniti    | 1h43'31" | Iñaki Lejarreta Spagna       | a 30"   | Florian Vogel Svizzera       | a 48"   |
| Donne Elite dettagli         | Marga Fullana Spagna           | 2h07'42" | Alison Sydor Canada          | a 3'27" | Paola Pezzo Italia           | a 4'14" |
| Donne Junior dettagli        | Sonja Traxel Svizzera          | 1h23'42" | Maja Włoszczowska Polonia    | a 1'44" | Nicole Cooke Regno Unito     | a 2'19" |
| Team relay                   |                                |          |                              |         |                              |         |
| Staffetta a squadre dettagli | Spagna                         | 2h08'14" | Svizzera                     | a 4'50" | Italia                       | a 6'03" |
| Downhill                     |                                |          |                              |         |                              |         |
| Uomini Elite dettagli        | Myles Rockwell Stati Uniti     | 3'55"01  | Steve Peat Regno Unito       | a 0"57  | Mickael Pascal Francia       | a 0"67  |
| Uomini Junior dettagli       | Julien Poomans Francia         | 4'08"19  | Michael Hannah Australia     | a 0"22  | Jean-Paul Labossière Francia | a 2"46  |
| Donne Elite dettagli         | Anne-Caroline Chausson Francia | 4'18"13  | Katja Repo Finlandia         | a 1"13  | Marla Streb Stati Uniti      | a 1"9   |
| Donne Junior dettagli        | Kathy Pruitt Stati Uniti       | 4'33"08  | Helen Gaskell Regno Unito    | a 4"02  | Fionn Griffiths Regno Unito  | a 4"26  |
| Dual slalom                  |                                |          |                              |         |                              |         |
| Uomini dettagli              | Wade Bootes Australia          |          | Brian Lopes Stati Uniti      |         | Mickael Deldycke Francia     |         |
| Donne dettagli               | Anne-Caroline Chausson Francia |          | Tara Llanes Stati Uniti      |         | Sabrina Jonnier Francia      |         |